# لیندن بیچ (ویسکانسین)
لیندن بیچ (به انگلیسی: Linden Beach) یک منطقهٔ مسکونی در ایالات متحده آمریکا است که در شهرستان فوند دو لک، ویسکانسین واقع شده‌است. لیندن بیچ ۲۲۷٫۹۹ متر بالاتر از سطح دریا واقع شده‌است.